# Bolbocerosoma hamatum
Bolbocerosoma hamatum är en skalbaggsart som beskrevs av Brown 1929. Bolbocerosoma hamatum ingår i släktet Bolbocerosoma och familjen Bolboceratidae. Inga underarter finns listade.